# Sušice (ort i Tjeckien, Plzeň)
Sušice är en stad i Tjeckien.   Den ligger i distriktet Okres Klatovy och regionen Plzeň, i den sydvästra delen av landet, 120 km sydväst om huvudstaden Prag. Sušice ligger 477 meter över havet och antalet invånare är 11 483.
Terrängen runt Sušice är huvudsakligen kuperad, men åt nordost är den platt. Sušice ligger nere i en dal.Runt Sušice är det ganska glesbefolkat, med 36 invånare per kvadratkilometer. Sušice är det största samhället i trakten. I omgivningarna runt Sušice växer i huvudsak blandskog.

## Galleri

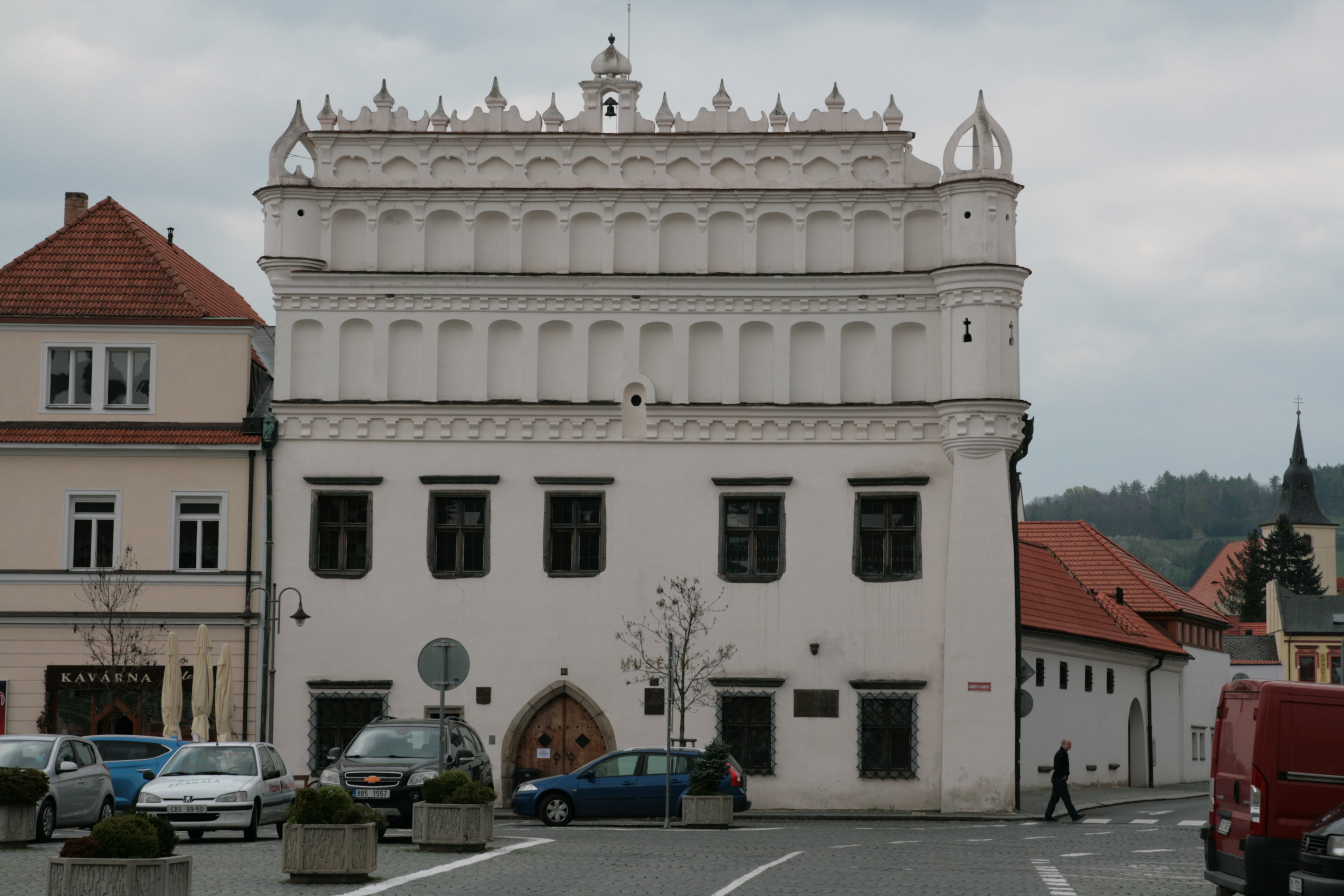
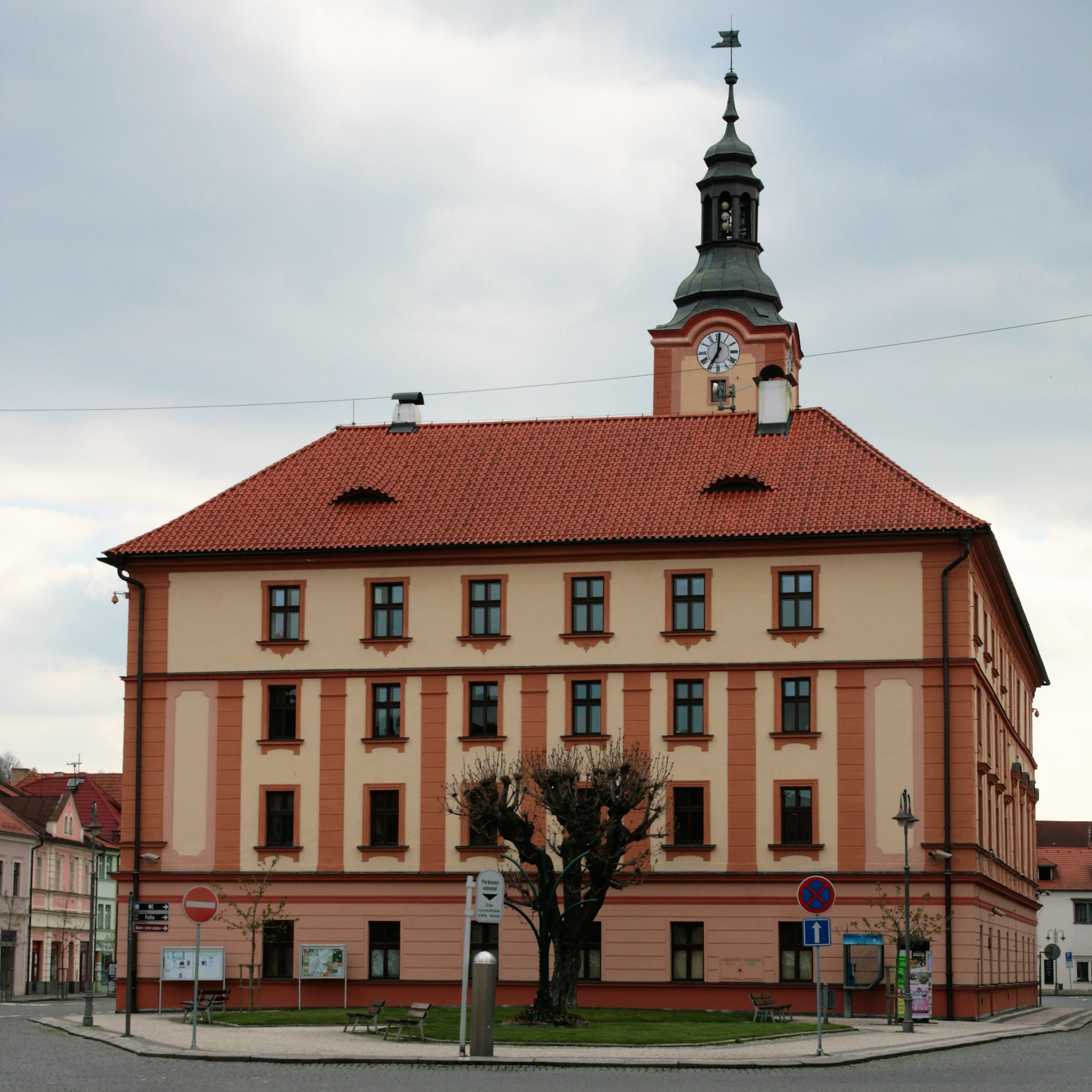
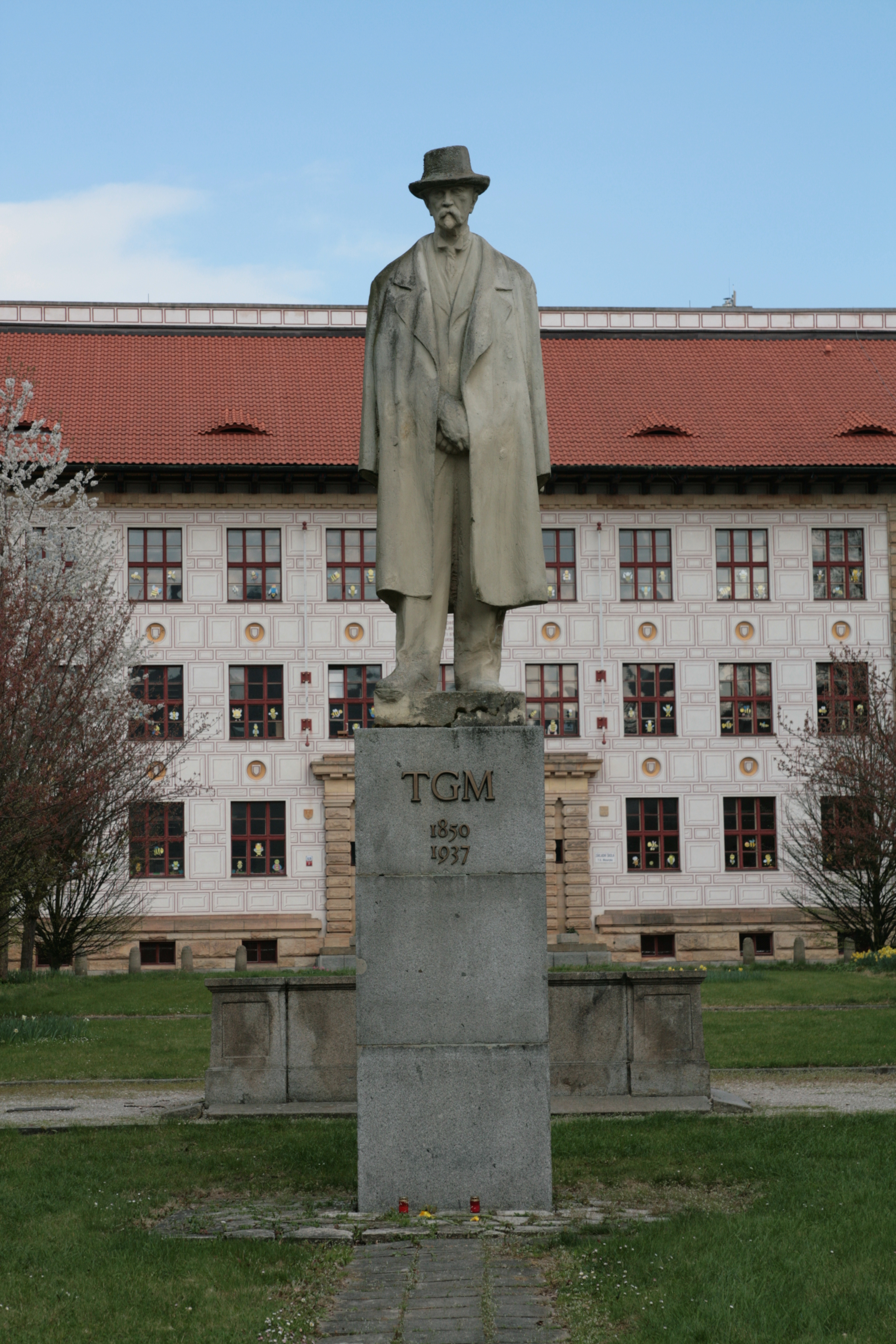